# Platyla dupuyi
Platyla dupuyi is een slakkensoort uit de familie van de Aciculidae. De wetenschappelijke naam van de soort is voor het eerst geldig gepubliceerd in 1868 door Paladilhe.